# Fédération de Guam de football
La Fédération de Guam de football (Guam Football Association (en) GFA) est une association regroupant les clubs de football du Guam et organisant les compétitions nationales et les matchs internationaux de la sélection de Guam.
La fédération nationale du Guam est fondée en 1975. Elle est affiliée à la FIFA depuis 1996 et est membre de l'AFC depuis 1996, après avoir été membre associé dès 1991.